# 胡椒博士
胡椒博士（英語：Dr Pepper）為美國軟性飲料、碳酸飲料的品牌之一，屬於Keurig Dr Pepper旗下品牌。其獨特口味迥異於可樂，中文譯名常見的有：樂倍（曾在台灣使用）、澎泉、胡椒博士、蓽茇博士等。此飲料於1880年由美國德克薩斯州韋科的查理斯·艾爾德頓（Charles Alderton）發明，約在1885年開始對外發售，並於1904年銷售於全美國，現也在亞洲、歐洲、大洋洲和南美洲等地銷售。
Dr Pepper/Seven Up公司前總裁兼首席执行官Ｗ·Ｗ·克里門斯（W.W. Clements）曾說：「我總是主張你們不可能對別人形容Dr Pepper像什麼味道，因為這飲料實在是太特殊。它的味道非蘋果味，也非橘子味，也不是草莓味，嚐起來也不像根汁汽水，更不是可口可樂」。

## 歷史

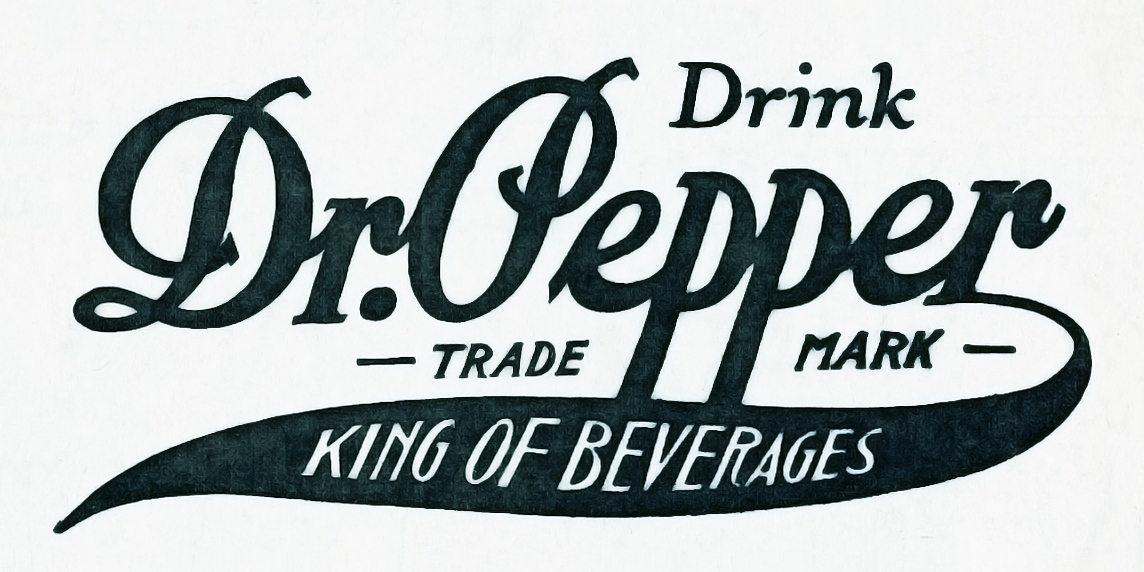
Dr Pepper Logo (1910)

美國專利及商標局認定於1885年12月1日為Dr Pepper的首次上市日。於1904年，美國路易斯安那國際博覽會中進行全國性的廣告，將其視為一種新潮的氣泡飲料，混有23種口味。
Dr Pepper是由德克薩斯州韋科市W·B·莫里森老轉角藥局（W.B. Morrison & Co. Old Corner Drug Store）的藥劑師查理斯·艾爾德頓調配而成。為了測試他的新飲料口感，他先給他的老闆韋德·莫里森（Wade Morrison）試喝，結果莫里森十分中意這新飲料，很快的在W·B·莫里森老轉角藥局的冷飲櫃中發售艾爾德頓發明的新飲料。艾爾德頓將飲料的配方給了他的老闆莫里森，而莫里森將此飲料命名為Dr Pepper。
2015年12月7日，JAB Holding Co.牽頭的投資者財團包括億滋國際（Mondelez International Inc., MDLZ）以及BDT Capital Partners的關聯實體以139億美元收購Keurig Green Mountain。
2018年1月30日，JAB Holding Company旗下Keurig Green Mountain, Inc.以187億美元現金收購Dr Pepper Snapple，兩家公司合併成為一家年銷售額約110億美元、負債逾160億美元的新上市公司，新公司的名稱為Keurig Dr Pepper，旗下擁有玉泉汽水、Dr Pepper、七喜、Snapple（斯纳普／思樂寶／思蓝宝）、A&W（艾德熊）、Mott's和新奇士等標誌性的美國品牌，還有咖啡品牌綠山咖啡（Green Mountain Coffee Roasters）。

### 名稱由來

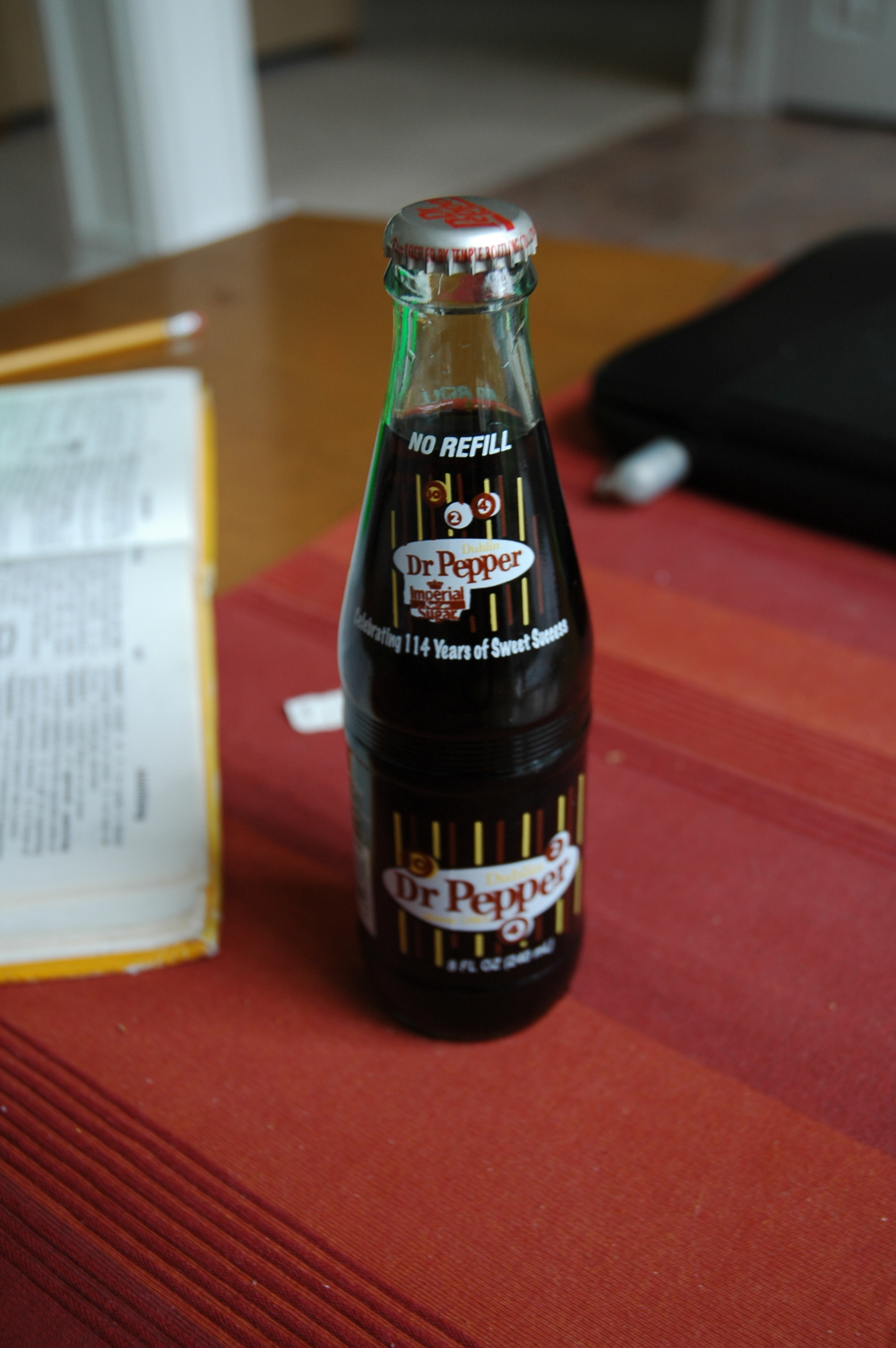
都柏林生產的Dr pepper 玻璃瓶

關於Dr Pepper的名稱由來，有許多的說法。其中一個推測是Dr Pepper的“pep”是取自pepsin（胃蛋白酶）。在2009年，一位名叫比爾·沃達斯（Bill Waters）的男子在德克薩斯州一家古董店逛時，發現了一本寫滿配方和食譜的舊帳本。其中幾頁和夾藏的信紙中暗示這本舊帳本是來自韋德·莫里森和他的老轉角藥局，而從帳本封面已褪色的字跡，可以辨識出封面寫著《Castles Formulas》（卡素斯的配方集，指莫里森的老夥伴約翰·卡素斯，John Castles。）書內其中一項特別使人感興趣，其食譜標題上寫著"D Peppers Pepsin Bitters"，些許人因此推測這是早年Dr Pepper的調配方法。但是，Dr Pepper Snapple集團堅稱那並非Dr Pepper真正的配方，稱那是一種幫助消化的藥用配方。此書在2009年5月拍賣，但無人問津。
還有的說法是，Dr Pepper的名稱由來如同其他早期的氣泡飲料名稱一樣，皆是標榜著振奮大腦和提振精神，因此有些推論認定這名稱是指給喝它的人打氣（pep it）。
另一說法則是相信名稱由來是來自一位真正稱為Dr. Pepper的人，其中一位提名人為來自維吉尼亞州魯勒爾里特里特（Rural Retreat）的查理斯·T·佩珀醫生（Dr. Charles T. Pepper），如此命名的原因可能是佩珀准許莫里森娶走他的女兒，或是莫里森感激佩珀提供他第一份工作。不論如何，莫里森居住的地方離魯勒爾里特里特僅有50英里，且當莫里森遷居到韋科時，查爾斯·T·佩珀醫生的女兒只有8歲。
還有一人可能是來自維吉尼亞州克里斯琴斯堡的「佩珀醫生」。根據美國人口普查報告指出，年輕時的莫里森曾在克里斯琴斯堡當過藥局店員。而在人口普查報告下頁中顯示有名為「佩珀醫生」的人和他16歲的女兒瑪琳達（Malinda）或是瑪里紗（Malissa）。因為人口普查是由調查員挨家挨戶去詢問記錄得出的結果，且在紀錄有莫里森的頁面附近就有紀錄「佩珀醫生」此家庭，表示莫里森住的地方和「佩珀醫生」家並沒有離很遠。

#### 名稱設計

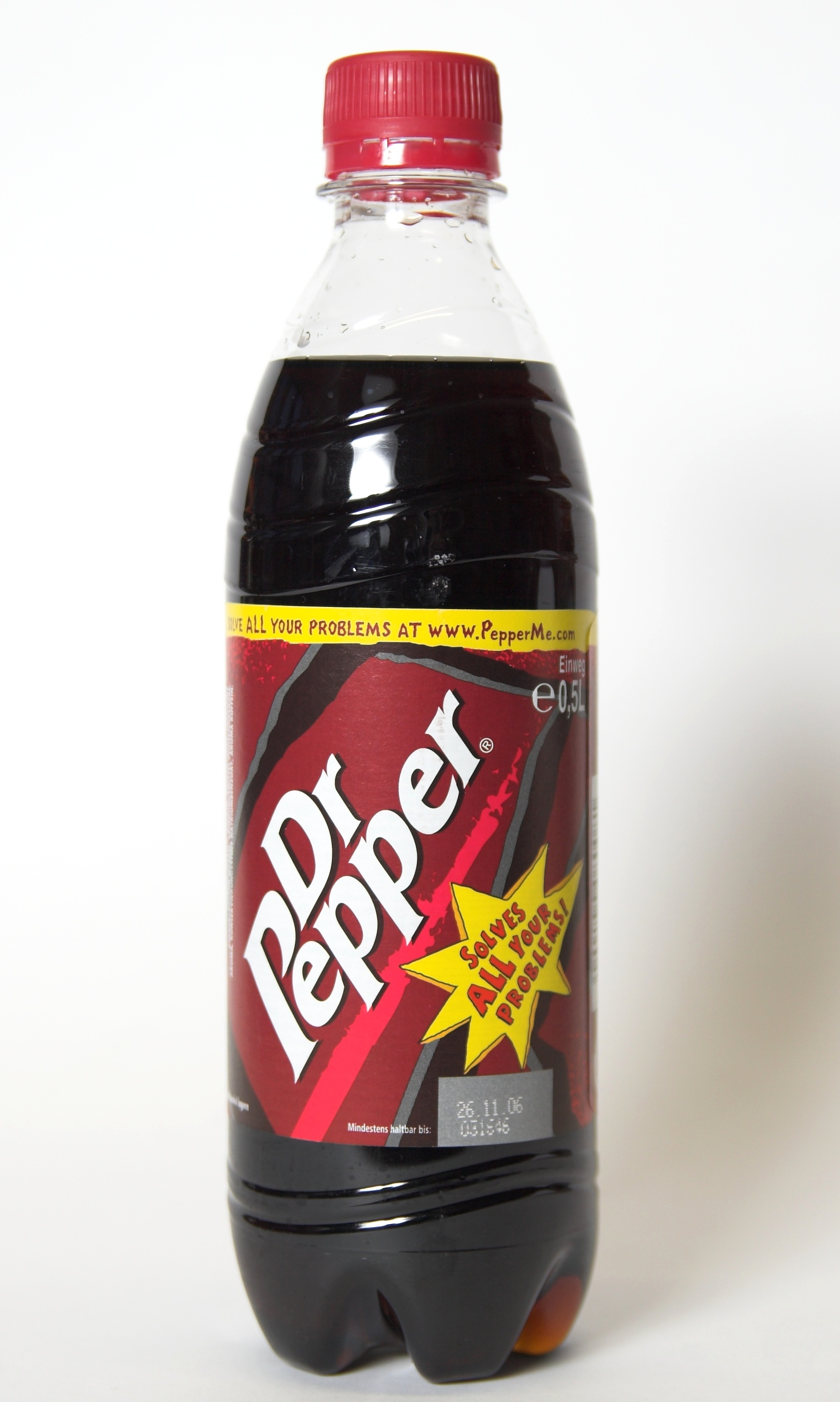
2006年的Dr Pepper包裝

原本Dr Pepper的「Dr」後面有句點，但1950年代起將句點移除，原因是其商標經重新設計後字母呈現傾斜狀，所以消費者可能會誤將「Dr.」認為是「Di:」。為了去除此疑慮，總公司經過內部討論後決定將句點去除。

## 口味
- 健怡 Dr Pepper
- Pepper Free (1982–1985)
- 無咖啡因 Dr Pepper
- Dr Pepper 10
- Dr Pepper Red Fusion（2002–2004）
- 櫻桃味Dr Pepper（始於2004年）
- 雜莓味Dr Pepper（2006–2007）
- 健怡櫻桃巧克力味Dr Pepper（2007–2008）
- 櫻桃味Dr Pepper (始於2009年)
- 經典版Dr Pepper（始於2009年）
- 原糖配方版Dr Pepper（"Made with Real Sugar"）
- 黑莓味Dr Pepper

## 外部連結
- Dr Pepper